# Namdalen
Namdalen (sydsamisk Nååmesjevuemie) er et landskap eller en region i Trøndelag fylke i Norge. Det består af kommunerne Flatanger, Namdalseid, Namsos, Fosnes, Nærøy, Vikna, Leka, Overhalla, Høylandet, Grong, Namsskogan, Røyrvik og Lierne.
Landskapet har ingen selvstændig administration, men interkommunalt samarbejde forekommer og er under udvikling. Sommetider skelner man mellem Indre Namdal og Ydre Namdal. Landskapet grænser til Innherred, Fosen, Helgeland og Jämtland. Det er 2 byer i området: Namsos og Kolvereid.
Gennem Namdalen løber elven Namsen, der er en af Europas bedste lakseelve.
64°22′00″N 12°55′00″Ø / 64.3667°N 12.9167°Ø